# Palermo Football Club 2022-2023
Questa voce raccoglie le informazioni riguardanti il Palermo Football Club nelle competizioni ufficiali della stagione 2022-2023.

## Stagione
Grazie al terzo posto nel campionato di Serie C 2021-2022 e alla vittoria della finale play-off contro il Padova, il Palermo torna in Serie B dopo tre anni e si appresta a disputare il suo quarantasettesimo campionato cadetto e la sua sessantaquattresima Coppa Italia.
La stagione inizia con novità di rilievo dal punto di vista societario con l'acquisto da parte del City Football Group dello sceicco Mansur bin Zayd Al Nahyan dell'80% delle quote societarie da Dario Mirri (Hera Hora S.r.l.) con quest'ultimo che rimarrà presidente. 
La presentazione del nuovo gruppo societario è avvenuta  il 4 Luglio 2022 allo Stadio Renzo Barbera, in presenza del CEO del City Football Group Ferran Soriano e del presidente Dario Mirri dinnanzi a più di 200 tifosi rosanero giunti lì per l'occasione.
Per la stagione 2022-2023, il Palermo conferma l'allenatore Silvio Baldini e il suo staff tecnico che tuttavia si dimetterà insieme al direttore sportivo Renzo Castagnini il 27 luglio successivo a causa delle divergenze con la nuova società. Il ritiro estivo viene svolto dal 10 al 30 luglio presso la struttura Città-Esercito Tenente Onorato proprio nel capoluogo siciliano, anche grazie all’accordo con il Centro Universitario Sportivo di Palermo, titolare di un accordo di co-uso con il Ministero della difesa.
Il 28 luglio, in seguito alle dimissioni del tecnico Baldini, viene affidata la guida tecnica ad interim a Stefano Di Benedetto, già responsabile del settore giovanile del club rosanero.
L'esordio ufficiale avviene il 31 luglio nel turno preliminare di Coppa Italia contro la Reggiana, partita terminata 3-2 grazie alla prima tripletta in rosanero di Matteo Brunori, ottenendo così il passaggio ai trentaduesimi di finale dove il Palermo è costretto ad arrendersi al Torino.  Il 7 agosto, il giorno dopo l'eliminazione dalla Coppa Italia, viene annunciato Eugenio Corini (già allenatore dei rosanero nella stagione 2016-2017) come nuovo tecnico.
Il campionato della squadra è caratterizzato da fasi alterne. Al termine della decima giornata il Palermo raccoglie solo 9 punti, trovandosi a occupare il terzultimo posto in graduatoria e ottenendo solo due vittorie interne: contro il Perugia all'esordio e contro il Genoa neoretrocesso. Le due vittorie consencutive a Modena contro i canarini e in casa contro il Parma fanno da preludio a un periodo di grande ripresa, brevemente interrotto dalle due sconfitte consecutive di Cosenza e in casa contro il Venezia. Dalla quindicesima alla ventitresima giornata la squadra vive il suo miglior momento: nove risultati utili consecutivi con 5 vittorie e 4 pareggi che la portano fino al sesto posto in classifica, in piena zona play offs. È in questa fase che il Palermo riesce a ottenere, per la prima e unica volta in campionato, tre vittorie consecutive: in casa contro Bari e Reggina e contro l'Ascoli in trasferta. La sconfitta di Genova contro il Genoa (2-0) rappresenta un ulteriore spartiacque per la stagione. Da quel momento e fino al termine del campionato la squadra ottiene solo due vittorie (contro Modena e S.P.A.L in casa), collezionando ben 9 pareggi e 4 sconfitte (inclusa quella contro il Genoa a febbraio). Nonostante il nuovo calo di rendimento, la squadra di Corini arriva a giocarsi l'accesso ai play offs all'ultima giornata. Il pareggio interno per 2-2 contro il Brescia e la vittoria al fotofinish della Reggina all'ultima giornata della regular season sanciscono l'esclusione definitiva dei rosanero dalla griglia degli spareggi per la serie A.

## Divise e sponsor
Per la stagione 2022-2023, le divise sono state presentate ufficialmente il 29 luglio 2022 presso il Palazzo Steri e realizzate dalla società rosanero assieme all’agenzia palermitana Gomez & Mortisia, il designer Luca D’Agostino ed il centro Robe di Kappa, fornitore tecnico per il quarto anno consecutivo.
La maglia home vede il ritorno del rosa pieno con dei richiami neri, il colletto largo e tenuto insieme dai laccetti, che richiama lo stile delle divise negli anni 1950, ed infine una texture moderna con un effetto a "glitch".
La maglia away è un omaggio alla stagione 1973-1974 e si presenta nera con due bretelle rosa sulla destra e due nere sulla sinistra.
La terza divisa, realizzata grazie ad una collaborazione tra il Palermo F.C. e lo street artist TvBoy, è bianca con dei teschi, rose ed emblemi di Santa Rosalia, patrona della città di Palermo, inseriti in un contesto di motivi ornamentali in stile barocco.
Gli sponsor ufficiali per la stagione sono Decò, Bisaten, A29, LT Costruzioni e Nuova Sicilauto.
| Casa | Trasferta | Terza |

## Organizzazione
Organigramma societario
- Presidente: Dario Mirri
- Amministratore delegato: Giovanni Gardini[15]
- Direttore Generale: Giovanni Gardini[16]
- Direttore Sportivo:Leandro Rinaudo
- Director Talent: Luciano Zavagno
- Segretario Generale: Giuseppe Li Vigni
- Team Manager: Vito Todaro, Fabio Pinna (dal 03/01/2023)
- Area Comunicazione: Gaetano Lombardo, Andrea Siracusa, Marco Sirchia
- Delegato Sicurezza: Antonino Lentini

Staff Tecnico
- Allenatore: Eugenio Corini
- Vice-Allenatore: Salvatore Lanna
- Collaboratori Tecnici: Matteo Camoni, Vincenzo Leonardi, Federico Montalto, Stefano Olivieri.
- Preparatore dei portieri: Michele Marotta

Staff Medico
- Head of Performance: Tindaro Bongiovanni
- Medico Responsabile Sanitario: Roberto Matracia
- Medico Addetto Prima Squadra: Giuseppe Puleo
- Preparatori atletici: Marco Petrucci, Giuseppe Puleo

## Rosa
Rosa e numerazione sono aggiornate al 17 febbraio 2023.
| N. |                      | Ruolo | Calciatore           |
| -- | -------------------- | ----- | -------------------- |
| 1  | Italia (bandiera)    | P     | Giovanni Grotta      |
| 2  | Italia (bandiera)    | D     | Edoardo Pierozzi     |
| 2  | Danimarca (bandiera) | D     | Simon Graves Jensen  |
| 3  | Italia (bandiera)    | D     | Marco Sala           |
| 4  | Italia (bandiera)    | D     | Andrea Accardi       |
| 4  | Uruguay (bandiera)   | D     | Renzo Orihuela       |
| 5  | Italia (bandiera)    | D     | Michele Somma        |
| 5  | Francia (bandiera)   | C     | Claudio Gomes        |
| 6  | Italia (bandiera)    | D     | Roberto Crivello     |
| 7  | Italia (bandiera)    | A     | Roberto Floriano     |
| 7  | Italia (bandiera)    | A     | Gennaro Tutino       |
| 8  | Italia (bandiera)    | C     | Jacopo Segre         |
| 9  | Italia (bandiera)    | A     | Matteo Brunori       |
| 10 | Italia (bandiera)    | A     | Andrea Silipo        |
| 10 | Italia (bandiera)    | C     | Francesco Di Mariano |
| 11 | Italia (bandiera)    | A     | Giuseppe Fella       |
| 11 | Italia (bandiera)    | D     | Edoardo Masciangelo  |
| 12 | Italia (bandiera)    | P     | Samuele Massolo      |
| 14 | Italia (bandiera)    | C     | Jérémie Broh         |
| 15 | Italia (bandiera)    | D     | Ivan Marconi         |
| 16 | Slovenia (bandiera)  | C     | Leo Štulac           |

| N. |                                 | Ruolo | Calciatore        |
| -- | ------------------------------- | ----- | ----------------- |
| 17 | Italia (bandiera)               | C     | Gregorio Luperini |
| 18 | Romania (bandiera)              | D     | Ionuț Nedelcearu  |
| 19 | Italia (bandiera)               | A     | Luca Vido         |
| 20 | Italia (bandiera)               | C     | Francesco De Rose |
| 21 | Italia (bandiera)               | C     | Samuele Damiani   |
| 22 | Italia (bandiera)               | P     | Mirko Pigliacelli |
| 23 | Albania (bandiera)              | D     | Masimiliano Doda  |
| 25 | Italia (bandiera)               | D     | Alessio Buttaro   |
| 26 | Italia (bandiera)               | C     | Valerio Verre     |
| 27 | Italia (bandiera)               | A     | Edoardo Soleri    |
| 28 | Bosnia ed Erzegovina (bandiera) | C     | Dario Šarić       |
| 30 | Italia (bandiera)               | C     | Nicola Valente    |
| 31 | Italia (bandiera)               | A     | Giacomo Corona    |
| 31 | Italia (bandiera)               | D     | Giuseppe Aurelio  |
| 34 | Serbia (bandiera)               | D     | Mladen Devetak    |
| 37 | Rep. Ceca (bandiera)            | D     | Aleš Matějů       |
| 39 | Italia (bandiera)               | A     | Matteo Stoppa     |
| 48 | Italia (bandiera)               | D     | Davide Bettella   |
| 54 | Italia (bandiera)               | D     | Manuel Peretti    |
| 77 | Italia (bandiera)               | A     | Salvatore Elia    |
| 79 | Italia (bandiera)               | D     | Edoardo Lancini   |

## Calciomercato

### Sessione estiva(dall'1/7 all'1/9)
| Acquisti         | Acquisti             | Acquisti        | Acquisti                                          |
| R.               | Nome                 | da              | Modalità                                          |
| ---------------- | -------------------- | --------------- | ------------------------------------------------- |
| P                | Mirko Pigliacelli    | FCU Craiova     | definitivo (500 mila €)                           |
| D                | Davide Bettella      | Monza           | prestito con diritto di riscatto                  |
| D                | Ionuț Nedelcearu     | Crotone         | definitivo                                        |
| D                | Edoardo Pierozzi     | Fiorentina      | prestito con diritto di riscatto e controriscatto |
| D                | Marco Sala           | Sassuolo        | prestito con diritto di riscatto e controriscatto |
| D                | Mladen Devetak       | Vojvodina       | definitivo                                        |
| D                | Aleš Matějů          | Venezia         | definitivo                                        |
| C                | Samuele Damiani      | Empoli          | definitivo (300 mila €)                           |
| C                | Francesco Di Mariano | Lecce           | definitivo (1 milione €)                          |
| C                | Claudio Gomes        | Manchester City | definitivo                                        |
| C                | Dario Šarić          | Ascoli          | definitivo (1,7 milioni €)                        |
| C                | Jacopo Segre         | Torino          | definitivo                                        |
| C                | Leo Štulac           | Empoli          | prestito con obbligo di riscatto                  |
| A                | Edoardo Soleri       | Padova          | definitivo (200 mila €)                           |
| A                | Giuseppe Fella       | Salernitana     | definitivo                                        |
| A                | Matteo Brunori       | Juventus        | definitivo (2 milioni €)                          |
| A                | Salvatore Elia       | Atalanta        | prestito con diritto di riscatto e controriscatto |
| A                | Matteo Stoppa        | Sampdoria       | prestito con diritto di riscatto e controriscatto |
| A                | Luca Vido            | Atalanta        | prestito con diritto di riscatto e controriscatto |
| Altre operazioni |                      |                 |                                                   |
| R.               | Nome                 | da              | Modalità                                          |
| D                | Manuel Peretti       | Grosseto        | fine prestito                                     |
| C                | Jérémie Broh         | Südtirol        | fine prestito                                     |

| Cessioni         | Cessioni          | Cessioni     | Cessioni                         |
| R.               | Nome              | a            | Modalità                         |
| ---------------- | ----------------- | ------------ | -------------------------------- |
| P                | Alberto Pelagotti |              | svincolato                       |
| D                | Maxime Giron      | Crotone      | definitivo                       |
| D                | Bubacarr Marong   | Gelbison     | prestito                         |
| D                | Michele Somma     |              | rescissione                      |
| C                | Jacopo Dall'Oglio | Avellino     | definitivo                       |
| C                | Francesco De Rose | Cesena       | definitivo                       |
| C                | Gregorio Luperini | Perugia      | definitivo                       |
| C                | Moses Odjer       |              | svincolato                       |
| A                | Giacomo Corona    | Torino       | prestito con diritto di riscatto |
| A                | Giuseppe Fella    | Monopoli     | prestito                         |
| A                | Andrea Silipo     | Juve Stabia  | prestito                         |
| A                | Matteo Stoppa     | L.R. Vicenza | prestito                         |
| Altre operazioni |                   |              |                                  |
| R.               | Nome              | da           | Modalità                         |
| D                | Marco Perrotta    | Bari         | fine prestito                    |
| C                | Samuele Damiani   | Empoli       | fine prestito                    |
| A                | Matteo Brunori    | Juventus     | fine prestito                    |
| A                | Giuseppe Fella    | Salernitana  | fine prestito                    |
| A                | Edoardo Soleri    | Padova       | fine prestito                    |
| A                | Mattia Felici     | Lecce        | fine prestito                    |

### Sessione invernale(dal 2/1/23 al 31/1/23)
| Acquisti         | Acquisti            | Acquisti               | Acquisti                                          |
| R.               | Nome                | da                     | Modalità                                          |
| ---------------- | ------------------- | ---------------------- | ------------------------------------------------- |
| D                | Renzo Orihuela      | Montevideo City Torque | prestito                                          |
| D                | Simon Graves Jensen | Randers                | definitivo                                        |
| D                | Giuseppe Aurelio    | Pontedera              | definitivo                                        |
| D                | Edoardo Masciangelo | Benevento              | prestito con diritto di riscatto                  |
| C                | Valerio Verre       | Sampdoria              | prestito con diritto di riscatto e controriscatto |
| A                | Gennaro Tutino      | Parma                  | prestito con diritto di riscatto                  |
| Altre operazioni |                     |                        |                                                   |
| R.               | Nome                | da                     | Modalità                                          |

| Cessioni         | Cessioni         | Cessioni         | Cessioni      |
| R.               | Nome             | a                | Modalità      |
| ---------------- | ---------------- | ---------------- | ------------- |
| D                | Andrea Accardi   | Piacenza         | definitivo    |
| D                | Manuel Peretti   | Recanatese       | prestito      |
| D                | Mladen Devetak   | Viterbese        | prestito      |
| D                | Roberto Crivello | Padova           | prestito      |
| D                | Masimiliano Doda | Imolese          | prestito      |
| A                | Roberto Floriano | Sangiuliano City | definitivo    |
| Altre operazioni |                  |                  |               |
| R.               | Nome             | da               | Modalità      |
| D                | Edoardo Pierozzi | Fiorentina       | fine prestito |

## Risultati

### Serie B

#### Girone di andata
| Arbitro: | Ayroldi (Molfetta) |

|                             |           |  |
| Brunori 25’ (rig.) Elia 68’ | Marcatori |  |

| Arbitro: | Camplone (Pescara) |

|              |           |             |
| Cheddira 68’ | Marcatori | 37’ Valente |

| Arbitro: | Minelli (Varese) |

|                       |           |                     |
| Brunori 36’ Segre 63’ | Marcatori | 27’, 50’, 52’ Gondo |

| Arbitro: | Massimi (Termoli) |

|                                 |           |  |
| Fabbian 7’ Ménez 58’ Liotti 73’ | Marcatori |  |

| Arbitro: | Cosso (Reggio Calabria) |

|             |           |  |
| Brunori 49’ | Marcatori |  |

| Arbitro: | Giua (Olbia) |

|                    |           |  |
| Buttaro 44’ (aut.) | Marcatori |  |

| Arbitro: | Paterna (Teramo) |

|  |           |            |
|  | Marcatori | 20’ Odogwu |

| Arbitro: | Manganiello (Pinerolo) |

|                                         |           |  |
| Partipilo 57’ Palumbo 77’ R. Moro 90+1’ | Marcatori |  |

| Arbitro: | Feliciani (Teramo) |

|                              |           |                                   |
| Di Mariano 11’ Elia 47’, 57’ | Marcatori | 25’ Touré 64’ Gliozzi 78’ Tramoni |

| Palermo 23 ottobre 2022, ore 16:15 CEST 10ª giornata | Palermo      | 0 – 0 referto | Cittadella | Stadio Renzo Barbera (18 029 spett.)\| Arbitro: \| Giua (Olbia) \| |
| Arbitro:                                             | Giua (Olbia) |               |            |                                                                    |

| Arbitro: | Fourneau (Roma) |

|  |           |                                 |
|  | Marcatori | 9’ (rig.) Brunori 45+2’ Valente |

| Arbitro: | Maggioni (Lecco) |

|                |           |  |
| I. Marconi 58’ | Marcatori |  |

| Arbitro: | Gualtieri (Asti) |

|                                         |           |                  |
| Florenzi 45+1’ Rigione 56’ Larrivey 63’ | Marcatori | 41’, 59’ Brunori |

| Arbitro: | Manganiello (Pinerolo) |

|  |           |                |
|  | Marcatori | 65’ Pohjanpalo |

| Arbitro: | Baroni (Firenze) |

|  |           |             |
|  | Marcatori | 54’ Brunori |

| Palermo 8 dicembre 2022, ore 20:30 CET 16ª giornata | Palermo            | 0 – 0 referto | Como | Stadio Renzo Barbera (16 467 spett.)\| Arbitro: \| Dionisi (L'Aquila) \| |
| Arbitro:                                            | Dionisi (L'Aquila) |               |      |                                                                          |

| Arbitro: | Di Bello (Brindisi) |

|                 |           |             |
| Meccariello 10’ | Marcatori | 32’ Brunori |

| Arbitro: | Maresca (Napoli) |

|                              |           |                 |
| Brunori 36’ (rig.) Segre 53’ | Marcatori | 90+5’ Pavoletti |

| Arbitro: | Marinelli (Tivoli) |

|             |           |           |
| Galazzi 50’ | Marcatori | 52’ Segre |

#### Girone di ritorno
| Arbitro: | Marcenaro (Genova) |

|                                      |           |                                        |
| Di Serio 2’ Casasola 7’ Olivieri 36’ | Marcatori | 23’ I. Marconi 48’ Valente 89’ Brunori |

| Arbitro: | Massimi (Termoli) |

|                |           |  |
| I. Marconi 82’ | Marcatori |  |

| Arbitro: | Feliciani (Teramo) |

|           |           |                  |
| Forte 64’ | Marcatori | 15’, 82’ Brunori |

| Arbitro: | Minelli (Varese) |

|                               |           |                       |
| Brunori 47’ (rig.) Soleri 81’ | Marcatori | 76’ (aut.) I. Marconi |

| Arbitro: | Marinelli (Tivoli) |

|                                |           |  |
| Guðmundsson 25’ Jagiełło 90+6’ | Marcatori |  |

| Arbitro: | Ghersini (Genova) |

|           |           |            |
| Verre 37’ | Marcatori | 75’ Boloca |

| Arbitro: | Fourneau (Roma) |

|          |           |            |
| Cissé 5’ | Marcatori | 48’ Soleri |

| Palermo 28 febbraio 2023, ore 20:30 CET 27ª giornata | Palermo      | 0 – 0 referto | Ternana | Stadio Renzo Barbera (16 862 spett.)\| Arbitro: \| Miele (Nola) \| |
| Arbitro:                                             | Miele (Nola) |               |         |                                                                    |

| Arbitro: | Pezzuto (Lecce) |

|             |           |                |
| Sibilli 86’ | Marcatori | 38’ Di Mariano |

| Arbitro: | Massimi (Termoli) |

|                                         |           |                                          |
| Maistrello 3’, 74’ Antonucci 23’ (rig.) | Marcatori | 33’ (rig.), 64’ Di Mariano 45+2’ Brunori |

| Arbitro: | Minelli (Varese) |

|                                                             |           |                   |
| Tutino 25’ Soleri 47’ Verre 56’ Aurelio 59’ Vido 78’ (rig.) | Marcatori | 4’, 30’ Strizzolo |

| Arbitro: | Massimi (Termoli) |

|                              |           |            |
| Benedyczak 32’ Coulibaly 77’ | Marcatori | 41’ Soleri |

| Palermo 10 aprile 2023, ore 20:30 CEST 32ª giornata | Palermo           | 0 – 0 referto | Cosenza | Stadio Renzo Barbera (21 110 spett.)\| Arbitro: \| Sacchi (Macerata) \| |
| Arbitro:                                            | Sacchi (Macerata) |               |         |                                                                         |

| Arbitro: | Gariglio (Pinerolo) |

|                                         |           |                       |
| Johnsen 19’ Pohjanpalo 61’ Tessmann 63’ | Marcatori | 4’ Brunori 86’ Tutino |

| Arbitro: | Maggioni (Lecco) |

|          |           |            |
| Sala 12’ | Marcatori | 28’ Farias |

| Arbitro: | Paterna (Teramo) |

|                  |           |             |
| Cerri 32’ (rig.) | Marcatori | 17’ Buttaro |

| Arbitro: | Fabbri (Ravenna) |

|                                    |           |             |
| Meccariello 29’ (aut.) Brunori 35’ | Marcatori | 66’ Varnier |

| Arbitro: | Valeri (Roma) |

|                         |           |           |
| Deiola 25’ Lapadula 64’ | Marcatori | 16’ Segre |

| Arbitro: | Maresca (Napoli) |

|                       |           |                          |
| Brunori 4’ Tutino 40’ | Marcatori | 54’ P. Rodríguez 56’ Ayé |

### Coppa Italia

#### Turni eliminatori
| Arbitro: | Rutella (Enna) |

|                             |           |                                 |
| Brunori 3’, 40’, 80’ (rig.) | Marcatori | 57’ (rig.) Rosafio 88’ D'Angelo |

| Arbitro: | Ghersini (Genova) |

|                                     |           |  |
| Lukić 54’ Radonjić 73’ Pellegri 79’ | Marcatori |  |

## Statistiche
Statistiche aggiornate al 19 maggio 2023.

### Statistiche di squadra
| Competizione | Punti | In casa | In casa | In casa | In casa | In casa | In casa | In trasferta | In trasferta | In trasferta | In trasferta | In trasferta | In trasferta | Totale | Totale | Totale | Totale | Totale | Totale | DR |
| Competizione | Punti | G       | V       | N       | P       | Gf      | Gs      | G            | V            | N            | P            | Gf           | Gs           | G      | V      | N      | P      | Gf     | Gs     | DR |
| ------------ | ----- | ------- | ------- | ------- | ------- | ------- | ------- | ------------ | ------------ | ------------ | ------------ | ------------ | ------------ | ------ | ------ | ------ | ------ | ------ | ------ | -- |
| Serie B      | 49    | 19      | 8       | 8       | 3       | 25      | 17      | 19           | 3            | 8            | 8            | 23           | 32           | 38     | 11     | 16     | 11     | 48     | 49     | -1 |
| Coppa Italia | -     | 1       | 1       | 0       | 0       | 3       | 2       | 1            | 0            | 0            | 1            | 0            | 3            | 2      | 1      | 0      | 1      | 3      | 5      | -2 |
| Totale       | -     | 20      | 9       | 8       | 3       | 28      | 19      | 20           | 3            | 8            | 9            | 23           | 35           | 40     | 12     | 16     | 12     | 51     | 54     | -3 |

### Andamento in campionato
| Giornata  | 1 | 2 | 3 | 4  | 5  | 6  | 7  | 8  | 9  | 10 | 11 | 12 | 13 | 14 | 15 | 16 | 17 | 18 | 19 | 20 | 21 | 22 | 23 | 24 | 25 | 26 | 27 | 28 | 29 | 30 | 31 | 32 | 33 | 34 | 35 | 36 | 37 | 38 |
| --------- | - | - | - | -- | -- | -- | -- | -- | -- | -- | -- | -- | -- | -- | -- | -- | -- | -- | -- | -- | -- | -- | -- | -- | -- | -- | -- | -- | -- | -- | -- | -- | -- | -- | -- | -- | -- | -- |
| Luogo     | C | T | C | T  | C  | T  | C  | T  | C  | C  | T  | C  | T  | C  | T  | C  | T  | C  | T  | T  | C  | T  | C  | T  | C  | T  | C  | T  | T  | C  | T  | C  | T  | C  | T  | C  | T  | C  |
| Risultato | V | N | P | P  | V  | P  | P  | P  | N  | N  | V  | V  | P  | P  | V  | N  | N  | V  | N  | N  | V  | V  | V  | P  | N  | N  | N  | N  | N  | V  | P  | N  | P  | N  | N  | V  | P  | N  |
| Posizione | 3 | 3 | 9 | 13 | 12 | 14 | 16 | 17 | 17 | 18 | 14 | 13 | 13 | 16 | 14 | 13 | 14 | 11 | 13 | 12 | 11 | 9  | 6  | 10 | 10 | 9  | 9  | 9  | 9  | 8  | 9  | 9  | 10 | 10 | 11 | 7  | 8  | 9  |

Legenda:

Luogo: C = Casa; T = Trasferta. Risultato: V = Vittoria; N = Pareggio; P = Sconfitta.

### Statistiche dei giocatori
Una doppia ammonizione e la conseguente espulsione sono conteggiate come un singolo cartellino rosso.
Sono in corsivo i calciatori che hanno lasciato la società a stagione in corso.
| Giocatore      | Serie B  | Serie B | Serie B     | Serie B    | Coppa Italia | Coppa Italia | Coppa Italia | Coppa Italia | Totale   | Totale | Totale      | Totale     |
| Giocatore      | Presenze | Reti    | Ammonizioni | Espulsioni | Presenze     | Reti         | Ammonizioni  | Espulsioni   | Presenze | Reti   | Ammonizioni | Espulsioni |
| -------------- | -------- | ------- | ----------- | ---------- | ------------ | ------------ | ------------ | ------------ | -------- | ------ | ----------- | ---------- |
| A. Accardi     | 0        | 0       | 0           | 0          | 0            | 0            | 0            | 0            | 0        | 0      | 0           | 0          |
| G. Aurelio     | 9        | 1       | 1           | 0          | 0            | 0            | 0            | 0            | 9        | 1      | 1           | 0          |
| D. Bettella    | 19       | 0       | 3           | 1          | 0            | 0            | 0            | 0            | 19       | 0      | 3           | 1          |
| J. Broh        | 30       | 0       | 3           | 0          | 2            | 0            | 0            | 0            | 32       | 0      | 3           | 0          |
| M. Brunori     | 36       | 17      | 5           | 0          | 2            | 3            | 0            | 0            | 38       | 20     | 5           | 0          |
| A. Buttaro     | 17       | 1       | 2           | 0          | 2            | 0            | 0            | 0            | 19       | 1      | 2           | 0          |
| G. Corona      | 0        | 0       | 0           | 0          | 0            | 0            | 0            | 0            | 0        | 0      | 0           | 0          |
| R. Crivello    | 6        | 0       | 1           | 0          | 2            | 0            | 0            | 0            | 8        | 0      | 1           | 0          |
| S. Damiani     | 27       | 0       | 1           | 0          | 2            | 0            | 0            | 0            | 29       | 0      | 1           | 0          |
| F. De Rose     | 0        | 0       | 0           | 0          | 2            | 0            | 0            | 0            | 2        | 0      | 0           | 0          |
| M. Devetak     | 6        | 0       | 2           | 0          | 0            | 0            | 0            | 0            | 6        | 0      | 2           | 0          |
| F. Di Mariano  | 27       | 4       | 3           | 0          | 0            | 0            | 0            | 0            | 27       | 4      | 3           | 0          |
| M. Doda        | 0        | 0       | 0           | 0          | 1            | 0            | 0            | 0            | 1        | 0      | 0           | 0          |
| S. Elia        | 10       | 3       | 2           | 0          | 1            | 0            | 0            | 0            | 11       | 3      | 2           | 0          |
| G. Fella       | 0        | 0       | 0           | 0          | 1            | 0            | 0            | 0            | 1        | 0      | 0           | 0          |
| R. Floriano    | 12       | 0       | 1           | 0          | 2            | 0            | 0            | 0            | 14       | 0      | 1           | 0          |
| C. Gomes       | 26       | 0       | 7           | 0          | 0            | 0            | 0            | 0            | 26       | 0      | 7           | 0          |
| S. Graves      | 5        | 0       | 0           | 0          | 0            | 0            | 0            | 0            | 5        | 0      | 0           | 0          |
| G. Grotta      | 0        | 0       | 0           | 0          | 0            | 0            | 0            | 0            | 0        | 0      | 0           | 0          |
| E. Lancini     | 3        | 0       | 0           | 0          | 1            | 0            | 0            | 0            | 4        | 0      | 0           | 0          |
| G. Luperini    | 0        | 0       | 0           | 0          | 0            | 0            | 0            | 0            | 0        | 0      | 0           | 0          |
| I. Marconi     | 29       | 3       | 7           | 2          | 2            | 0            | 0            | 0            | 31       | 3      | 7           | 2          |
| E. Masciangelo | 4        | 0       | 1           | 0          | 0            | 0            | 0            | 0            | 4        | 0      | 1           | 0          |
| S. Massolo     | 0        | 0       | 0           | 0          | 0            | 0            | 0            | 0            | 0        | 0      | 0           | 0          |
| A. Matějů      | 33       | 0       | 8           | 0          | 0            | 0            | 0            | 0            | 33       | 0      | 8           | 0          |
| I. Nedelcearu  | 36       | 0       | 9           | 0          | 1            | 0            | 0            | 0            | 37       | 0      | 9           | 0          |
| R. Orihuela    | 1        | 0       | 0           | 0          | 0            | 0            | 0            | 0            | 1        | 0      | 0           | 0          |
| M. Peretti     | 0        | 0       | 0           | 0          | 0            | 0            | 0            | 0            | 0        | 0      | 0           | 0          |
| E. Pierozzi    | 2        | 0       | 0           | 0          | 0            | 0            | 0            | 0            | 2        | 0      | 0           | 0          |
| M. Pigliacelli | 38       | -49     | 0           | 0          | 2            | -5           | 0            | 0            | 40       | -54    | 0           | 0          |
| M. Sala        | 26       | 1       | 4           | 0          | 1            | 0            | 0            | 0            | 27       | 1      | 4           | 0          |
| D. Śarić       | 28       | 0       | 4           | 0          | 0            | 0            | 0            | 0            | 28       | 0      | 4           | 0          |
| J. Segre       | 34       | 4       | 6           | 0          | 0            | 0            | 0            | 0            | 34       | 4      | 6           | 0          |
| A. Silipo      | 0        | 0       | 0           | 0          | 2            | 0            | 0            | 0            | 2        | 0      | 0           | 0          |
| E. Soleri      | 29       | 4       | 3           | 0          | 2            | 0            | 1            | 0            | 31       | 4      | 4           | 0          |
| M. Somma       | 0        | 0       | 0           | 0          | 1            | 0            | 0            | 0            | 1        | 0      | 0           | 0          |
| M. Stoppa      | 3        | 0       | 0           | 0          | 1            | 0            | 0            | 0            | 4        | 0      | 0           | 0          |
| L. Štulac      | 11       | 0       | 1           | 0          | 0            | 0            | 0            | 0            | 11       | 0      | 1           | 0          |
| G. Tutino      | 18       | 3       | 1           | 0          | 0            | 0            | 0            | 0            | 18       | 3      | 1           | 0          |
| N. Valente     | 32       | 3       | 2           | 1          | 1            | 0            | 0            | 0            | 33       | 3      | 2           | 1          |
| V. Verre       | 14       | 2       | 3           | 0          | 0            | 0            | 0            | 0            | 14       | 2      | 3           | 0          |
| L. Vido        | 25       | 1       | 1           | 0          | 0            | 0            | 0            | 0            | 25       | 1      | 1           | 0          |